# Falda del Carmen

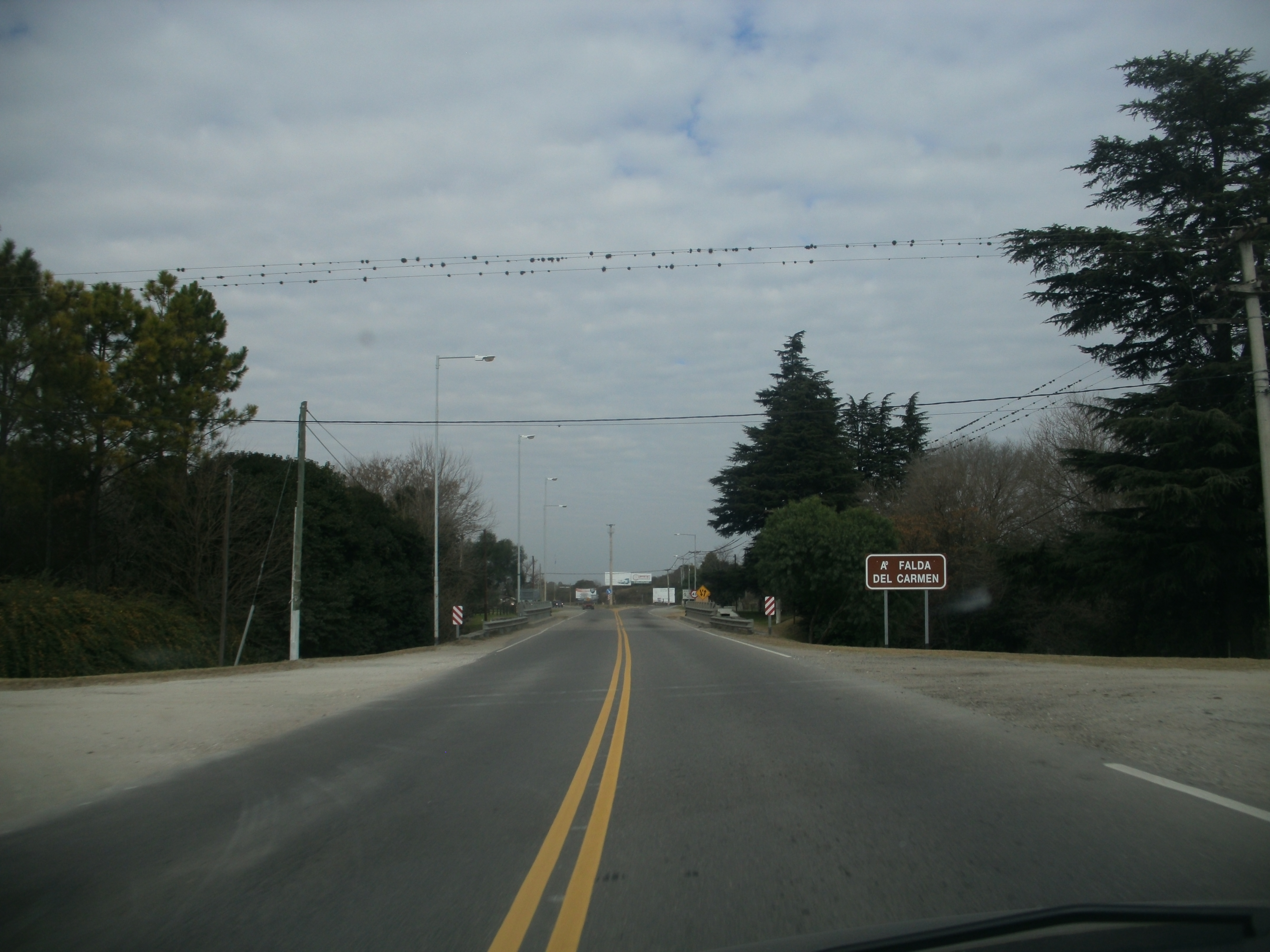
Falda del Carmen desde la ruta

Falda del Carmen es una localidad situada en el departamento Santa María, provincia de Córdoba, Argentina.
Se encuentra situada a 30 km de la Ciudad de Córdoba, sobre la RP C-45, al pie de la Sierra el Tala.
Es una localidad meramente turística, debido a su ubicación en las Sierras Chicas y su proximidad con la capital provincial. Además, existen varios complejos de cabañas y una cancha de golf. La capilla es también una importante atracción.
Durante las décadas de 1980 y 1990 se desarrolló en esta localidad el Programa Cóndor. Para el desarrollo y la construcción de la planta de producción se invirtieron unos U$S 400 millones de dólares y llegaron a trabajar alrededor de 800 personas.

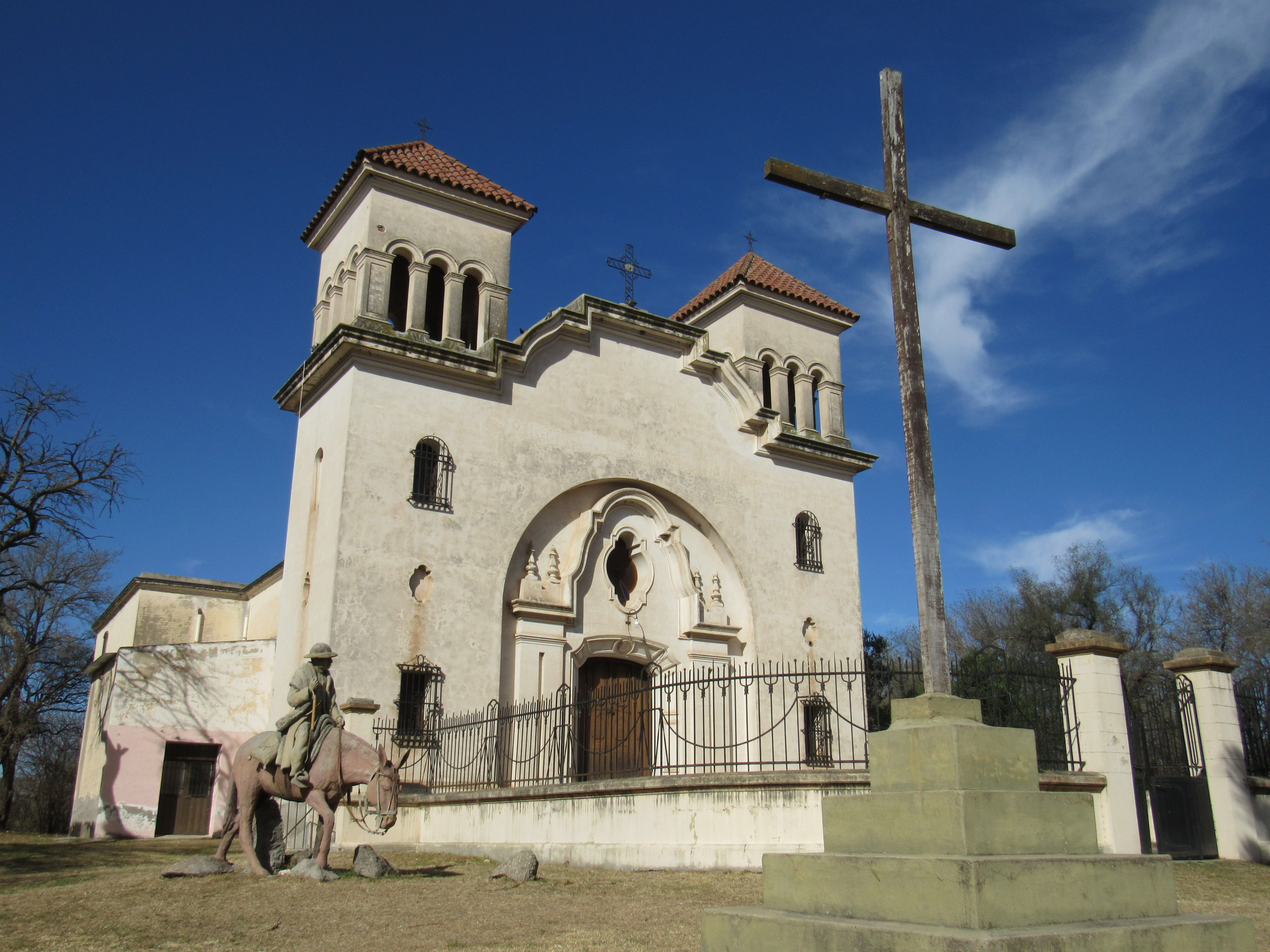
Iglesia Nuestra Señora del Carmen

Otra instalación a destacar en esta localidad, son los cuarteles generales del equipo de automovilismo de velocidad PSG-16 Team, que supiera incursionar en las categorías Súper TC 2000, TC 2000 y Top Race V6, llegando a recibir apoyo oficial de las filiales nacionales de Fiat y Citroën.

## Población
Cuenta con 2075 habitantes (Indec, 2022), lo que representa un aumento del 1120.59% frente a los 170 habitantes (Indec, 2010) del censo anterior.
| Gráfica de evolución demográfica de Falda del Carmen entre 1991 y 2022 |
|                                                                        |
| Fuente: Censos nacionales del INDEC                                    |

## Sismicidad
La sismicidad de la región de Córdoba es frecuente y de intensidad baja, y un silencio sísmico de terremotos medios a graves cada 30 años en áreas aleatorias. Sus últimas expresiones se produjeron:
- 22 de septiembre de 1908 (116 años), a las 17.00 UTC-3, con 6,5 Richter, escala de Mercalli VII; ubicación 30°30′0″S 64°30′0″O / -30.50000, -64.50000; profundidad: 100 km; produjo daños en Deán Funes, Cruz del Eje y Soto, provincia de Córdoba, y en el sur de las provincias de Santiago del Estero, La Rioja y Catamarca[4]

- 16 de enero de 1947 (78 años), a las 2.37 UTC-3, con una magnitud aproximadamente de 5,5 en la escala de Richter (terremoto de Córdoba de 1947)[3]

- 28 de marzo de 1955 (70 años), a las 6.20 UTC-3 con 6,9 Richter: además de la gravedad física del fenómeno se unió el desconocimiento absoluto de la población a estos eventos recurrentes (terremoto de Villa Giardino de 1955)

- 7 de septiembre de 2004 (20 años), a las 8.53 UTC-3 con 4,1 Richter

- 25 de diciembre de 2009 (15 años), a las 21.42 UTC-3 con 4,0 Richter